# Liste der Mitglieder der American Academy of Arts and Sciences/1966
Im Jahr 1966 wählte die American Academy of Arts and Sciences 148 Personen zu ihren Mitgliedern.

## Neugewählte Mitglieder
- Ansel Easton Adams (1902–1984)
- William Alfred (1922–1999)
- David Ernest Apter (1924–2010)
- Lev Andreevich Artsimovich (1909–1973)
- Leonard Baskin (1922–2000)
- Paul Berg (1926–2023)
- Sune Bergström (1916–2004)
- Klaus Biemann (1926–2016)
- Stanley Edward Bradley (1913–1999)
- Lewis McAdory Branscomb (1926–2023)
- Armin Charles John Braun (1911–1986)
- Sydney Brenner (1927–2019)
- Marcel Lajos Breuer (1902–1981)
- William Souther Brewster (1917–2013)
- Denis William Brogan (1900–1974)
- Bertrand Harris Bronson (1902–1986)
- Cleanth Brooks (1906–1994)
- Edgar Cary Brown (1916–2007)
- Ernest Joseph Brown (1906–2001)
- Herbert Charles Brown (1912–2004)
- Ian Elcock Bush (1928–1986)
- Herbert Edmund Carter (1910–2007)
- William Lucius Cary (1910–1983)
- Charles Bruce Catton (1899–1978)
- John Cheever (1912–1982)
- Geoffrey Foucar Chew (1924–2019)
- James Samuel Coleman (1926–1995)
- James Smoot Coleman (1919–1985)
- Abram Thurlow Collier (1913–2008)
- James Franklin Crow (1916–2012)
- Edward Emil David (1925–2017)
- Michael James Steuart Dewar (1918–1997)
- Leonard William Doob (1909–2000)
- Robert Frederick Drinan (1920–2007)
- Franklin Gessford Ebaugh (1921–1990)
- Mircea Eliade (1907–1986)
- Albert Jakob Eschenmoser (1925–2023)
- Solomon Fabricant (1906–1989)
- Val Logsdon Fitch (1923–2015)
- Louis Barkhouse Flexner (1902–1996)
- Gilberto de Mello Freyre (1900–1987)
- Clifford James Geertz (1926–2006)
- Sigfried Giedion (1888–1968)
- Nelson Glueck (1900–1971)
- Jerome Gross (1917–2014)
- Edmund Asbury Gullion (1913–1998)
- Elias Panayiotis Gyftopoulos (1927–2012)
- Ernst Hadorn (1902–1976)
- Philip Handler (1917–1981)
- Herbert Lionel Adolphus Hart (1907–1992)
- George Nicholas Hatsopoulos (1927–2018)
- Robert William Holley (1922–1993)
- James Willard Hurst (1910–1997)
- Clarence Leonard Johnson (1910–1990)
- Howard Wesley Johnson (1922–2009)
- Joseph Esrey Johnson (1906–1990)
- Elvin Abraham Kabat (1914–2000)
- Martin Karplus (1930–2024)
- Ephraim Katchalski (1916–2009)
- Mstislav Vsevolodovich Keldysh (1911–1978)
- Martin Luther King (1929–1968)
- Philip Burke King (1903–1987)
- Joseph John Kohn (1932–2023)
- Franz König (1905–2004)
- Leonard Krieger (1918–1990)
- Louis Kronenberger (1904–1980)
- Robert Edwards Lane (1917–2017)
- James Laughlin (1914–1997)
- Peter David Lax (1926–2025)
- Alexander Leaf (1920–2012)
- Jerome Ysroael Lettvin (1920–2011)
- Rita Levi-Montalcini (1909–2012)
- William Liller (1927–2021)
- Robert Burr Livingston (1918–2002)
- Alberto Lleras Camargo (1906–1990)
- R. Duncan Luce (1925–2012)
- Alexander Romanovich Luria (1902–1977)
- Teruhisa Matsusaka (1926–2006)
- Maclyn McCarty (1911–2005)
- Millicent Carey McIntosh (1898–2001)
- James Edward Meade (1907–1995)
- Edward Wilson Merrill (1923–2020)
- A. Tillman Merritt (1902–1998)
- Hiram Houston Merritt (1902–1979)
- Alfred Ezra Mirsky (1900–1974)
- Wilbert Ellis Moore (1914–1987)
- Edmund Sears Morgan (1916–2013)
- Theodore Morrison (1901–1988)
- Daniel Patrick Moynihan (1927–2003)
- Edward Gerard Murray (1905–1986)
- Walle Jetze Harinx Nauta (1916–1994)
- Louis Eugene Felix Neel (1904–2000)
- John Robert Nelson (1920–2004)
- James Quigg Newton (1911–2003)
- Elliot Norton (1903–2003)
- Georgia Totto O’Keeffe (1887–1986)
- James Olds (1922–1976)
- Øystein Ore (1899–1968)
- Albert Cook Outler (1908–1989)
- Ray David Owen (1915–2014)
- George Edward Pake (1924–2004)
- Edwards Albert Park (1877–1969)
- Roy Harvey Pearce (1919–2012)
- Jaroslav Jan Pelikan (1923–2006)
- Harry Evelyn Dorr Pollock (1900–1982)
- Karl Raimund Popper (1902–1994)
- David Morris Potter (1910–1971)
- Frank Press (1924–2020)
- Hilary Whitehall Putnam (1926–2016)
- Hermann Rahn (1912–1990)
- John Rawls (1921–2002)
- Frederick Reines (1918–1998)
- Marcus Morton Rhoades (1903–1991)
- Phillips Wesley Robbins (* 1930)
- Lionel Charles Robbins (1898–1984)
- Robert Vincent Roosa (1918–1993)
- Marshall Nicholas Rosenbluth (1927–2003)
- Klaus Friedrich Roth (1925–2015)
- Jonas Edward Salk (1914–1995)
- Howard Kapnek Schachman (1918–2016)
- Jerome Arnold Schiff (1931–1995)
- Carl E. Schorske (1915–2015)
- Tibor Scitovsky (1910–2002)
- Giorgos Stylianou Seferiades (1900–1971)
- Edward Stone Shaw (1908–1994)
- Raymond Siever (1923–2004)
- Stephen Harold Spender (1909–1995)
- Sol Spiegelman (1914–1983)
- Alan Steinert (1901–1969)
- Roderick Douglas Stinehour (1925–2016)
- Chauncey Guy Suits (1905–1991)
- Telford Taylor (1908–1998)
- Henri Theil (1924–2000)
- Benjamin Caspar Thompson (1918–2002)
- Cecil Edgar Tilley (1894–1973)
- Richard Tousey (1908–1997)
- Hirofumi Uzawa (1928–2014)
- Jan Gösta Waldenström (1906–1996)
- Eric Arthur Walker (1910–1995)
- Frederick Theodore Wall (1912–2010)
- Barbara Ward (1914–1981)
- Aaron Clement Waters (1905–1991)
- Ernst Weber (1901–1996)
- Theodore Harold White (1915–1986)
- Arthur Strong Wightman (1922–2013)
- James Quinn Wilson (1931–2012)
- Saul Winstein (1912–1969)
- Sheldon Sanford Wolin (1922–2015)